# Zamarada pollex
Zamarada pollex là một loài bướm đêm trong họ Geometridae.